# Solanum citrullifolium
Solanum citrullifolium là loài thực vật có hoa trong họ Cà. Loài này được A. Braun miêu tả khoa học đầu tiên năm 1849.